# Blennocampa
Blennocampa är ett släkte av steklar som beskrevs av Hartig 1837. Blennocampa ingår i familjen bladsteklar.
Släktet innehåller bara arten Blennocampa phyllocolpa.